# Lesothosaure
El lesothosaure (Lesothosaurus) és un gènere de dinosaure, membre basal de l'ordre Ornithischia. Fou anomenat per Peter M. Galton l'any 1978, el nom significa 'llangardaix de Lesotho'. Només se n'ha descrit una espècie, Lesothosaurus diagnosticus.
El lesothosaure fou considerat originalment un ornitòpode. Malgrat això, estudis més recents per Paul Sereno van demostrar que podria representar un dels més primitius dinosaures ornitisquis. La història taxonòmica del lesotosaure és complexa i ha sigut molt confosa amb el fabrosaure, un altre petit ornitisqui de la mateixa localitat. L'any 2005, Richard J. Butler publicà un nou estudi filogenètic d'ornitisquis, en el que proposà que Lesothosaurus és un membre basal del clade dels neornitisquis, que inclou els paquicefalosaures, ceratopsians i ornitòpodes. Es creu que podria ser el precursor de posteriors dinosaures hipsilofodònitds i ornitòpodes. Es considera menys primitiu que el pisanosaure, però més que l'heterodontosaure.